# Vescomtes de Fessard
El vescomtat de Fessard fou una jurisdicció feudal del centre de França amb centre al castell de Fessard (Fexardis) a la vall del riu Fessard.
La primera referència a un vescomte de Fessard es troba a través d'una dama de nom Adelina, que feia una donació a l'ermita de Franchard a Bière, per carta del juny de 1129, en la qual és esmentada com a vescomtessa però no es dona el nom del seu marit el vescomte. Entre 1150 i 1158 en una altra donació al priorat de Néronville s'esmenta que la feia el vescomte de "Fessart" i era confirmada pel vescomte Guiu del castell Castri Nantonis. El 1182 una venda de terra a Varennes i a la castellania de Châtillon-sur-Loing, esmenten a Guiu, germà del vescomte de Fessard.
El primer vescomte del que se sap el nom és Felip, esmentat en un document de l'inici del segle xiii on es diu que el vescomte tenia terres en feu del rei "apud Castrum Nantonis in vicecomitaria" (en un paràgraf posterior anomena "Philippus vicecomes". El 1272 un document dels cavallers a Sens, s'esmenta al "vicecomes de Fessardo" i a "Philippus filius vicecomitis de Fessart". Cal suposar per la identitat de nom que el vescomte fos fill de Felip i aquest Felip fos el net; no hi ha evidència que aquest Felip (Felip II) hagués arribat a ser vescomte doncs el 1274 i el 1277 dues cartes per a l'abadia de Saint-Denis esmenten un vescomte Guillem i la seva dona Peronella.